# Мишель, Эме
Эме Мишель (фр. Aimé Michel, 12 мая 1919, Сен-Венсан-ле-Фор — 28 декабря 1992, там же) — французский уфолог, журналист, писатель-мистик.

## Жизнь и деятельность
Родился в небольшой деревне в Провансальских Альпах. В 1925 г. заболел полиомиелитом, сделавшим для него невозможным любую деятельность, кроме интеллектуальной. Обучался психологии, получил степень лиценциата философии. Участвовал в движении Сопротивления, с 1943 г. профессионально занимался радиоделом. C 1945 г. работал в компании Radiodiffusion française. В 1946 г. познакомился с журналистом Луи Повэлем, который и заинтересовал Эме Мишеля вопросами непознанного и мистики. В 1952 г. вошёл в состав «Невидимого колледжа», основанного Жаком Валле — неформального объединения уфологов США и Франции, позднее охватившего учёных полудюжины стран. Исследование множества случаев наблюдения НЛО во Франции в 1954 г. привело его к идее «окон» наблюдения НЛО. Эме Мишель выяснил, что траектории НЛО согласно показаниям очевидцев, могут быть наложены на географическую карту, на которой образуют более или менее правильные квадраты, чьи границы и реперные точки, как правило, совпадают с разломами земной коры, руслами рек, горными хребтами и т. п. (этот феномен Мишель назвал «Ортодромия»). Кроме того, наблюдения НЛО заметно коррелировали с временем суток и днями недели, но не совпадали с ритмом обычной человеческой деятельности. Таким образом, проявления НЛО можно было сравнивать с деятельностью неких инопланетных исследователей, разбивших Землю на «квадраты», и целенаправленно проводящих, например, топографическую съёмку. Эта теория стала известной благодаря публикациям известного писателя-мистика Жака Бержье, и была развита в США трудами Джона Киля. С 1969 г. — главный редактор журнала Lumières dans la nuit («Огни в ночи»), для которого написал множество статей на темы, связанные с уфологией, мистикой и криптозоологией. В 1960-е — 1970-е гг. вёл рубрики об уфологии и оккультизме в ряде газет. В уфологическом сообществе пытался придерживаться критериев научной методологии, сам себя определял как «патологического скептика». В 1975 г. порвал с «Невидимым колледжем» и отошёл от уфологии.

## Основные труды
Собственно уфологии было посвящено всего две книги Эме Мишеля. Прочие публикации показывают широту его интересов.
- Montagnes héroiques, histoire de l’alpinisme, éd. Mame, 1953, coll. «Découvertes». Посвящена истории альпинизма.
- Lueurs sur les soucoupes volantes, éd. Mame, 1954, coll. «Découvertes». Посвящена уфологии, предисловие написал Жан Кокто.
- À propos des soucoupes volantes — Mystérieux objets célestes (MOC), éd. Arthaud, 1958, coll. «Clefs de l’Aventure/Clefs du Savoir», rééd. 1966; rééd. Planète (Présence Planète), 1966; rééd. Malesherbes, 1977; rééd. Seghers, 1978. Самое известное уфологическое исследование Эме Мишеля, где изложена его теория.
- La voix des poètes, printemps 1960. Сборник памяти Жана Кокто.
- Le mystère des rêves (avec Wilhelm Moufang, William O. Stevens), Encyclopédie Planète, 1965. Мистика и криптозоология.
- Les performances animales, éd. Hachette, 1966, coll. «L’Aventure de la Vie». Криптозоология.
- Histoire et guide de la France Secrète (avec Jean-Paul Clébert), Encyclopédie Planète, n°31, 1968; rééd. Denoël, 1979. Криптоистория Франции от друидов до XX в. Включает и многие уфологические пассажи.
- De l’animal à l’homme: un entretien avec Konrad Lorenz par Jacques Brissot, film documentaire, auteur Aimé Michel, 1968, ORTF, coll. «Un certain regard», 50'. Сценарий документального фильма.
- Pour ou contre les soucoupes volantes (avec Georges Lear), éd. Berger-Levrault, 1969.
- Mystérieuses soucoupes volantes (avec Jacques Vallée et Fernand Lagarde de «Lumières dans la nuit»), éd. Albatros, 1973, rééd. 1976. Статьи из журнала «Огни в ночи».
- Le mysticisme, l’homme intérieur et l’ineffable, éd. Culture, Art, Loisirs (CAL — CELT), 1973, coll. «Bibliothèque de l’Irrationnel et des Grands Mystères». Психология иррационального.
- Métanoïa, phénomènes physiques du mysticisme, éd. Albin Michel, 1973, rééd. 1986, coll. «Spiritualités Vivantes», série «Religions Comparées», n° 57. Исследование воздействия мистицизма на психофизическое состояние человека.
- En quête des humanoides (avec Jacques Vallée, Charles Bowen (directeur de la «Flying Saucer Review» et auteur de l’ouvrage), Antonio Ribera, William T. Powers, Gordon Creighton, Coral Lorenzen, Dr W. Buhler, etc.), éd. J’ai Lu, coll. «L’Aventure Mystérieuse», 1974. Статьи разных авторов, в том числе Э. Мишеля из уфологических журналов.
- Les Extra-Sensoriels / Calculateurs prodiges, volume de la collection Les Pouvoirs Inconnus de l’Homme (14 tomes), éd. Tchou-Laffont, 1976—1977. В сборнике — две статьи Э. Мишеля.
- La fin du monde ?, reprise d’articles sous l'égide de Louis Pauwels d’un numéro de la revue «Question de» sur le sujet, éd. Retz (ou Albin Michel ?), 1977.
- L’Apocalypse molle, éd. Aldane, 2008. Préface de Jacques Vallée. Неизданные тексты.
- La clarté au cœur du labyrinthe, éd. Aldane, 2008. Неизданные тексты.
- Le principe de banalité, Michel Aimé,1973
- Aimé MICHEL, le libre-penseur et les ovnis — Article par Thibaut CANUTI
- Э. Мишель. Проблема неконтакта
- Статья о теории Э. Мишеля
- Наблюдения НЛО во Франции в 1954 г. Э. Мишель назван «доктором математики», что не соответствует действительности.